# Bahriye Üçok
Bahriye Üçok (prononcé [bɑhɾijɛ yt͡ʃɔk]), née à Trabzon en 1919, morte à Ankara le 6 octobre 1990, est une universitaire turque en histoire et en théologie, une femme politique de gauche, une journaliste et une militante des droits des femmes dont l'assassinat en 1990 reste non résolu.

## Biographie
Née à Trabzon, Bahriye Üçok effectue des études à Ordu puis les poursuit à Istanbul. Ces études portent sur l'histoire médiévale islamique et l'histoire turque, à la Faculté de Philologie, Histoire et Géographie de l'Université d'Ankara. Dans le même temps, elle est élève au Conservatoire, section Opéra.
Après onze ans comme professeur de lycée à Samsun et Ankara, elle entre en 1953, à l'Université d'Ankara comme assistante à la Faculté de théologie. Elle obtient son doctorat en 1957, et devient professeur universitaire en 1965, en étant la première  femme professeur d'université dans cette faculté. Elle parle couramment l'arabe et le persan, et adhère à un Islam tolérant.
Elle commence une carrière politique dans les années 1970. Elle rejoint en 1977 le Parti républicain du peuple (Turquie) (Cumhuriyet Halk Partisi ou CHP en turc), un parti de centre-gauche . Après le coup d'État du 12 septembre 1980 en Turquie, elle co-fonde le Parti populaire (Halkçı Parti ou HP en turc) et est élue en 1983 député d'Ordu à la  Grande Assemblée nationale de Turquie. En 1985, après une fusion avec le Parti social-démocrate (Sosyal Demokrasi Partisi ou SDP en turc), son parti est renommé Parti social-démocrate populaire (Turquie) (Sosyaldemokrat Halk Partisi ou SHP en turc).
Elle devient également chroniqueuse au Cumhuriyet. Après une participation à un débat télévisé, dans lequel elle déclare que le voile (hijab) n'est pas obligatoire dans l'islam, elle reçoit de plus en plus de menaces de fondamentalistes adeptes de la charia. Peu de temps après, le 6 octobre 1990, elle est tuée par une bombe placée dans un colis. L'assassinat est resté non résolu. Elle a été inhumée au cimetière Karşıyaka à Ankara. Plus de dix mille personnes assistent à ses obsèques,.

## Publications
- İslâm Devletinde Kadın Hükümdarlar (Les femmes souveraines dans les états islamiques), 1965.
- İslâm'dan Dönenler ve İlk Yalancı Peygamber (les convertis de l'Islam et les premiers faux prophètes), 1967.
- İslam Tarihi (Histoire de l'Islam), 1983.
- Islam Tarihinde Emeviler - Abbasiler (Les Omeyyades - Abbassides dans l'histoire de l'Islam), 1985.
- Atatürk'ün İzinde Bir Arpa Boyu (Une longueur d'orge dans les traces d'Atatürk) 270p, 1985, Cem Publishing, Istanbul
- Traduction de l’œuvre de Aly Mazahéri, Ortaçağda Müslümanların Günlük Yaşayışları, (La vie quotidienne des musulmans au Moyen Âge).

## Œuvres traduites en français
- Femmes turques souveraines et régentes dans les états islamiques, traduit par Ayse Cakmakli.